# Quetzaltenango (departament)

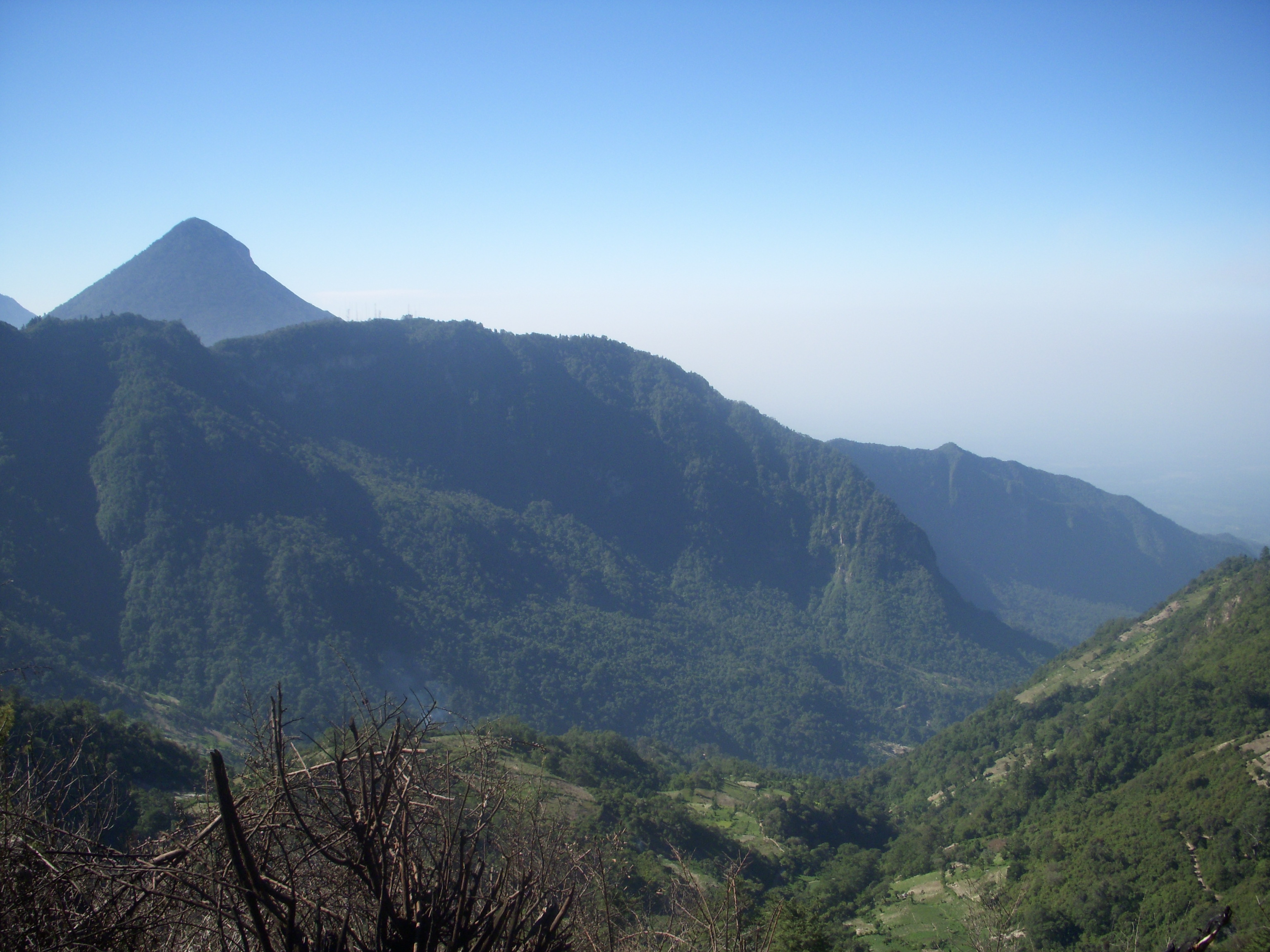
Widok na wulkan Siete Orejas oraz krajobraz departamentu Quetzaltenango

Quetzaltenango – jeden z 22 departamentów Gwatemali, położony w południowo-zachodniej części kraju. Stolicą departamentu jest miasto Quetzaltenango. Departament graniczy na zachodzie z departamentem San Marcos, na południu z departamentami Retalhuleu i Suchitepéquez, na wschodzie graniczy z departamentem Sololá i Totonicapán i na północy wąskim pasem z departamentem Huehuetenango.
Jest średnim pod względem wielkości, lecz jednym z czołowych pod względem liczebności mieszkańców departamentem Gwatemali. Najważniejszymi miastami w departamencie oprócz stołecznego są Cantel, Coatepeque, Totonicapán i Momostenango. Departament na północy ma typowo górski charakter ukształtowania powierzchni a średnie wyniesienie nad poziom morza wynosi 2333 m. Klimat jest umiarkowany do chłodnego, z dużymi amplitudami dobowymi.

## Podział departamentu
W skład departamentu wchodzą 24 gminy (municipios).
1. Almolonga
2. Cabricán
3. Cajolá
4. Cantel
5. Coatepeque
6. Colomba
7. Concepción Chiquirichapa
8. El Palmar
9. Flores Costa Cuca
10. Génova
11. Huitán
12. La Esperanza
13. Olintepeque
14. San Juan Ostuncalco
15. Palestina de Los Altos
16. Quetzaltenango
17. Salcajá
18. San Carlos Sija
19. San Francisco La Unión
20. San Martín Sacatepéquez
21. San Mateo
22. San Miguel Sigüilá
23. Sibilia
24. Zunil